# Blakea jativae
Blakea jativae es una especie de planta fanerógamas perteneciente a la familia  Melastomataceae. Se encuentra en  Ecuador.  Su hábitat natural son las selvas de tierras bajas y las montañas húmedas subtropicales o tropicales.  

## Distribución y hábitat
Es un arbusto nativo del noroeste de Ecuador, donde se concen ocho colonis en las selvas húmedas costeras. Una fue encontrada en la Reserva Ecológica Cotacachi-Cayapas, otras tres en la  Reserva Étnica Awá y otra en las montañas Mache en la Reserva Ecológica Mache-Chindul. Considerada "Rara" por la  IUCN en 1997 (Walter and Gillett 1998). 

## Taxonomía
Blakea jativae fue descrita por Wurdack y publicado en Phytologia 43(4): 343–344. 1979.